# Arturo Martini
Arturo Martini (* 11. August 1889 in Treviso; † 22. März 1947 in Mailand) war ein italienischer Bildhauer.

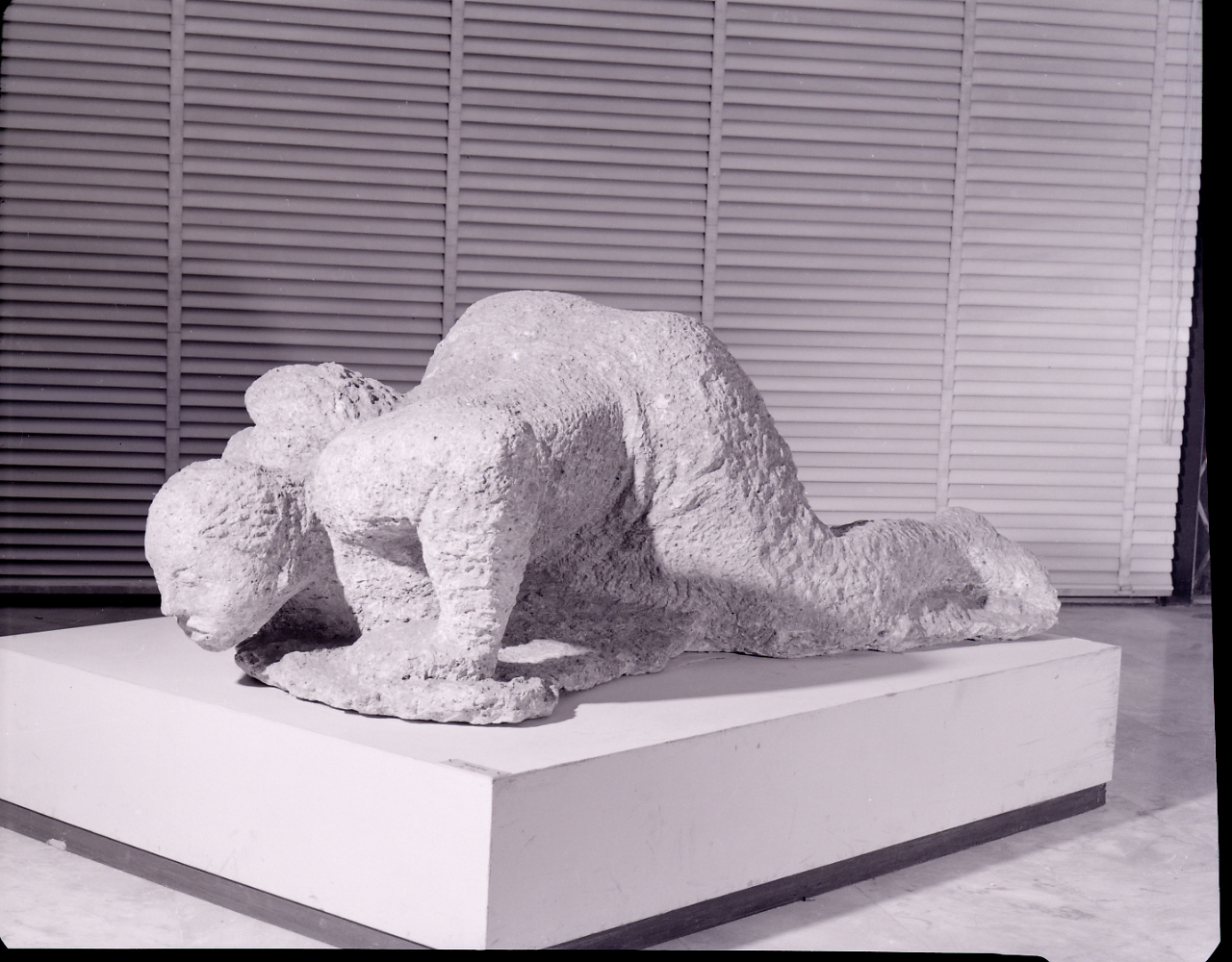
Durst (La sete), 1934. Foto von Paolo Monti (Fondo Paolo Monti, BEIC)

## Leben

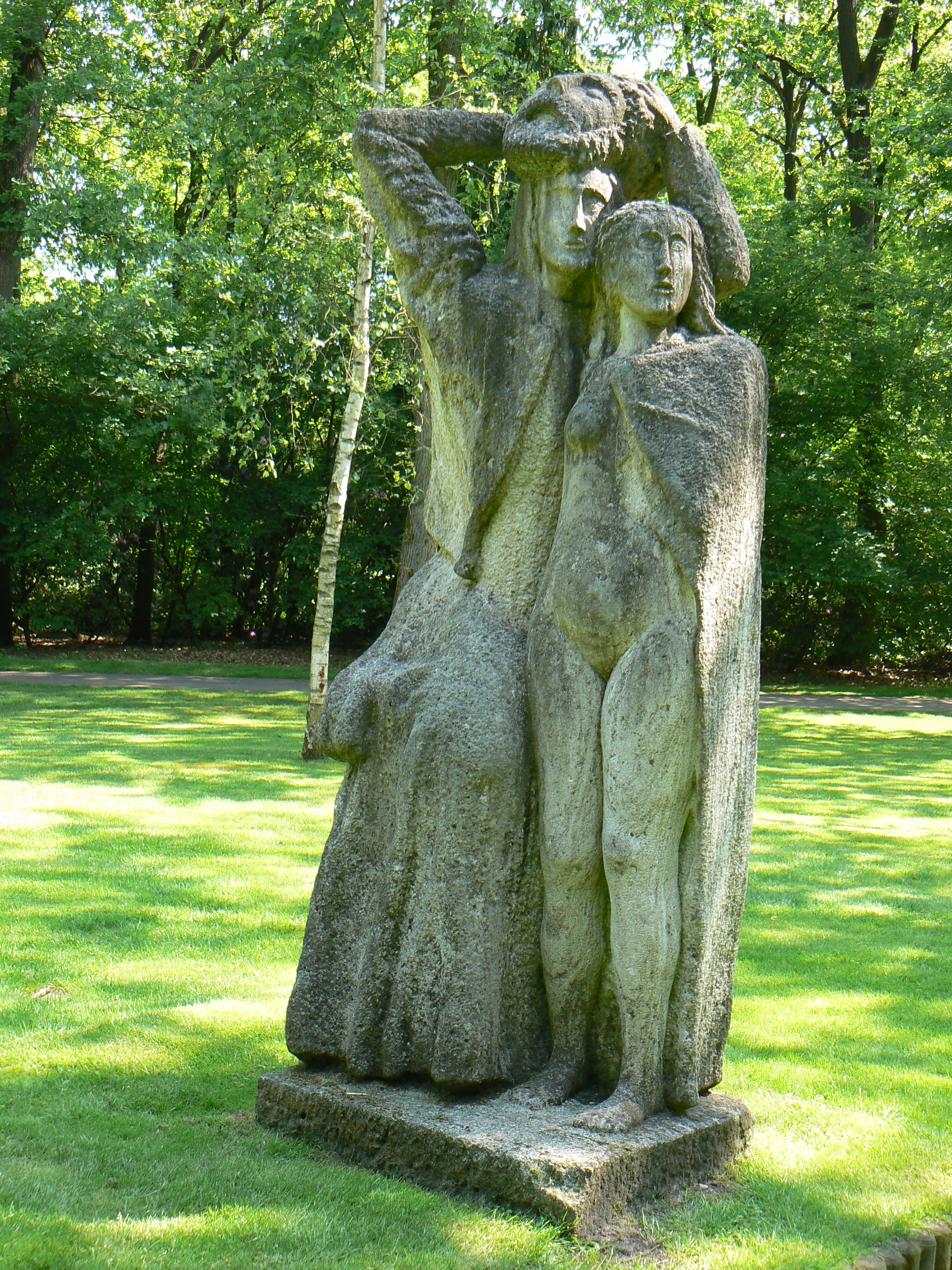
Martini: Judith und Holofernes, Kröller-Müller-Museum

Martini stammte aus einfachen Verhältnissen, sein Vater war Koch, seine Brüder wurden Anstreicher. Er brach die Schule ab und begann mit 13 Jahren eine Handwerkslehre. Er ließ sich zum Goldschmied und Keramiker ausbilden. 1906 und 1907 arbeitete er in der Werkstatt des Bildhauers Antonio Carlini (1859–1945) in Treviso. 1908 besuchte er die Scuola libera del nudo, einen von der Kunstakademie Venedig angebotenen Lehrgang, der keine Schulabschlüsse verlangt (daher libera – frei) und seinen Schülern aufgibt, nach der Natur zu formen (daher nudo – Akt). Sein Lehrer war Urbano Nono (1849–1925). Martini lernte an der Akademie die Arbeiten von Medardo Rosso kennen, der vergleichbare Kurse (corsi di nudo e di plastica) an der Accademia di Brera in Mailand absolviert hatte und dessen Keramikbüsten (z. B. Bambino ebreo, Bimbo malato, Ecce puer) Martini beeinflussten. 1909 traf er den Maler Gino Rossi, mit dem er lebenslang befreundet blieb, und beteiligte sich zusammen mit ihm an Ausstellungen in der Ca’ Pesaro, einem Palazzo in Venedig, der seit 1902 moderne Kunst präsentiert (Galleria internazionale d'arte moderna). Im Jahr darauf ging Martini nach München, finanziell unterstützt von einem Museumsdirektor und einem Industriellen. Dort studierte er bei Adolf von Hildebrand, der ihm die klassische „römische“ Form nahelegte, die sich beispielsweise im Verlorenen Sohn ausdrückt, Martinis Meisterwerk. In München wurde er auch mit expressionistischen Werken der 1905 gegründeten Künstlergruppe Brücke bekannt. 1911 zog Martini weiter nach Paris. Dort studierte er die Plastiken Aristide Maillols und präsentierte eigene Arbeiten im Salon d’Automne 1912, zusammen mit Gino Rossi, Giorgio de Chirico und Amedeo Modigliani.
Martini nahm 1914 an der (1911 gegründeten) Secessione Romana in Rom teil. 1916 diente er bei einem Artillerie-Regiment, das in Vittorio Veneto stationiert war. Er wurde nach Vado Ligure versetzt und arbeitete dort als Gießer in einer Rüstungsfabrik. 1920 stellte er in der L'Esposizione dei dissidenti di Ca'Pesaro aus (einer Ausstellung in der Galleria Geri Boralevi in Venedig, die sich vom Programm der Ca'Pesaro abkehrte). Anfang 1921 zog er nach Vado Ligure, in das Haus der Eltern seiner Frau Brigida Pessano, wo er acht Jahre blieb. In Vado Ligure erhielt er seinen ersten öffentlichen Auftrag, ein Denkmal für die Gefallenen der Stadt. 1921 schloss er sich der Künstlergruppe Valori Plastici (Werte des Figürlichen) an, die sich nach der von Mario Broglio 1918 in Rom gegründeten Kunstzeitschrift benannte. Die Gruppe befürwortete eine Abkehr vom Futurismus (den einige ihrer Mitglieder selbst gegründet oder gefördert hatten) und verlangte eine Rückkehr zum Gegenständlichen, zur klassischen Strenge. Als Beispiele zu dieser Rückkehr können Martinis Busto di fanciulla und Busto di ragazzo dienen, eine Mädchen- und eine Knabenbüste, die an Werke der Frührenaissance erinnern. Zur Gruppe Valori Plastici zählten u. a. Carlo Carrà, Giorgio de Chirico und sein Bruder Andrea de Chirico (alias Alberto Savinio). Ihr Einfluss reichte über Italien hinaus. So wurde z. B. auch Karl Hofer von ihr beeinflusst. 1921 war Martini mit mehreren Werken in der Ausstellung Das junge Italien vertreten. Sie wurde von der Nationalgalerie (Berlin) organisiert und im Kronprinzenpalais (Berlin) präsentiert (später in Hannover und Hamburg).
Im Museo Nazionale Etrusco di Villa Giulia in Rom studierte Martini die Technik der etruskischen Terrakotta-Skulpturen. Martini beteiligte sich 1925 an der Terza Biennale Romana und ein Jahr später erstmals an der Biennale di Venezia. 1926 schloss er sich der Bewegung Novecento Italiano an (Das italienische 20. Jahrhundert). In der Zeit seines Rom-Aufenthaltes lernte er im Künstlerdorf Anticoli Corrado den amerikanischen Maler und Bildhauer Maurice Sterne kennen. Dieser beauftragte Martini, dem es wirtschaftlich schlecht erging, ein den amerikanischen Pionieren gewidmetes Denkmal für Worcester (Massachusetts) zu entwerfen. Martini, der Sterne für einen Dilettanten hielt, übernahm den Auftrag gegen Bezahlung. Das Denkmal – Monumento ai pionieri d'America – wurde 1929 fertiggestellt.
1929 erhielt Martini einen Lehrauftrag am Istituto d'Arte (auch Liceo Artistico), einer Lehreinrichtung in der Villa Reale di Monza, dem Schloss in Monza. Er blieb dort bis 1930. Im folgenden Jahr errang er den Ersten Preis für Bildhauerei auf der Prima Quadriennale di Roma. Im selben Jahr besuchte er die Ausgrabungsstätte in Pompeji. Der Einfluss dieses Besuchs macht sich in seinen Plastiken trinkender Menschen bemerkbar, denn sie ähneln den Gipsabdrücken der beim Vesuvausbruch Gestorbenen.
1932 wurde Martini ein eigener Saal auf der Biennale in Venedig zugestanden. Der Künstler hatte den Gipfel seiner Karriere erreicht. 1939 begann er zu malen. Seine Gemälde wurden 1941 in der Mailänder Galleria Barbaroux ausgestellt. 1942 erhielt er einen Ruf als Lehrer an die Kunstakademie Venedig. Martini blieb bis zum Ende des Faschismus ein beim Regime beliebter Künstler, der in Kunst-Kommissionen berufen wurde (1937 bis 1939 in Mailand) und öffentliche Aufträge erhielt, z. B. die Bronzestatue der Minerva (1935) vor dem Hauptgebäude der Sapienza, der Universität Roms, das Marmor-Relief Giustizia corporativa (1937) am Mailänder Justizpalast und die Marmor-Gruppe I benefattori – gruppo degli Sforza (1939) am Mailänder Krankenhaus Ospedale Niguarda (benannt nach einem Stadtbezirk). Weitere Kolossalbildnisse, die den Faschismus hofierten, sind teils verschollen, teils nur noch in Entwürfen oder fragmentarisch erhalten, so der Ercole, ein Herkules aus Bronze, der den Faschismus verkörpert und aussieht, als wäre er ein antikes Fundstück.
Auf den Trümmern, die der Faschismus hinterlassen hatte, und im Gefühl, missbraucht worden zu sein, veröffentlichte Martini 1945 die Schrift La scultura, lingua morta (Die Bildhauerei, eine tote Sprache). So schreibt er beispielsweise: „La scultura è un'arte da negri e senza pace“ (die Bildhauerei ist eine schwarze Kunst und ohne Frieden). Trotz der Bitternis über die eigene Kunst schuf er gegen Ende seines Lebens eine Marmor-Plastik, die zu den bekannten seines Œuvres gerechnet wird, den Palinuro, eine Hommage an den Partisanenführer Primo Visentin, genannt „Masaccio“, der kurz vor Kriegsende in Loria (Venetien) unter nicht geklärten Umständen ums Leben kam.
Martini gilt als wichtiger, wenn nicht der wichtigste Bildhauer Italiens in der Zeit zwischen den Weltkriegen. Er arbeitete mit vielen Werkstoffen (Ton, Holz, Gips, Stein, speziell Marmor, Bronze, Silber) und entfernte sich nie weit von seinem Programm, dem Figürlichen, obwohl er auch abstrakt modellieren konnte, wie seine atmosfera di una testa (Kopfstimmung) von 1944 bezeugt. Er übte großen Einfluss auf italienische Bildhauer aus, z. B. Marino Marini, Emilio Greco, Marcello Mascherini und Pericle Fazzini.

## Werke (Auswahl)

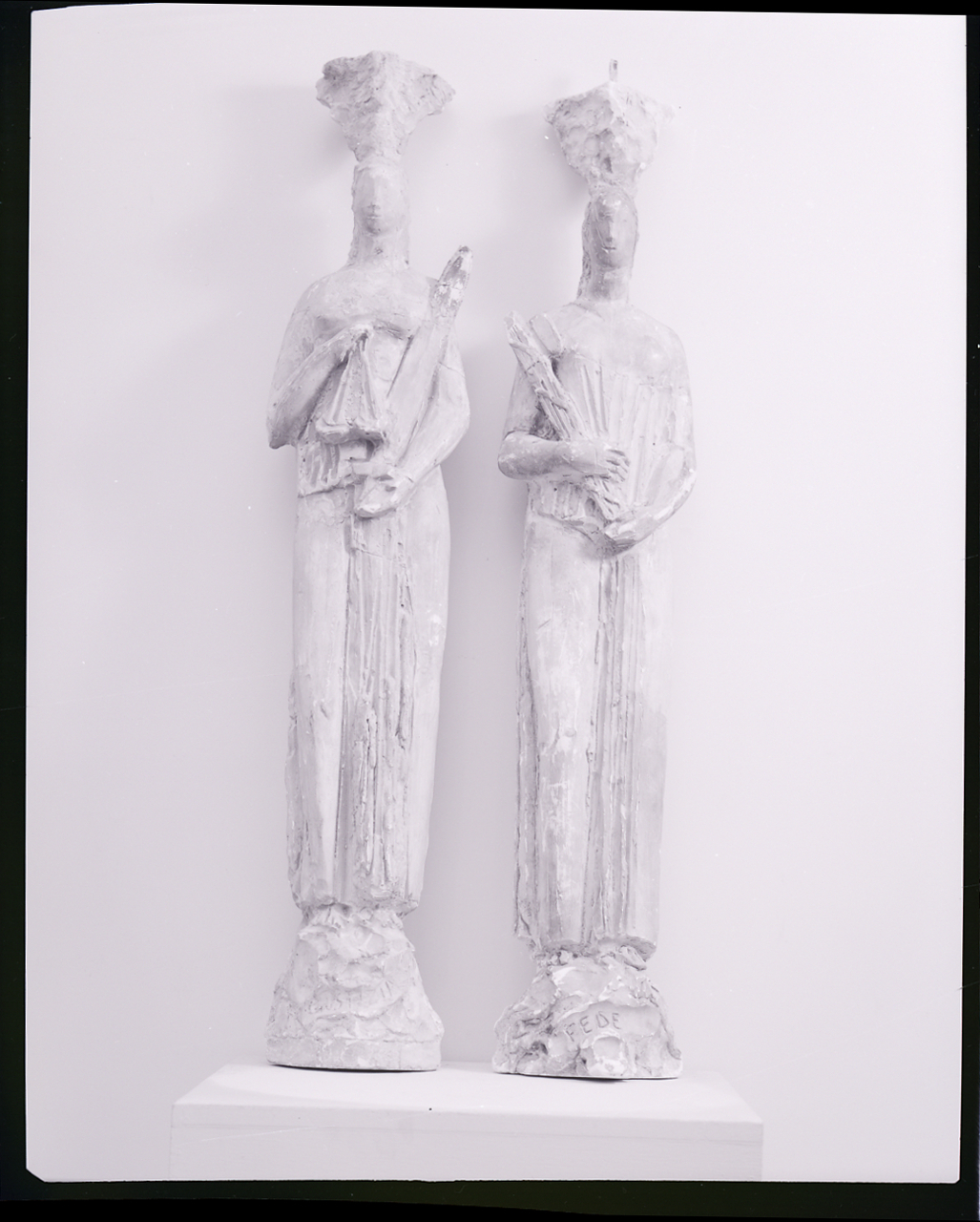
Terrakotta. Foto von Paolo Monti. Galleria Il Milione, Mailand, 1963.

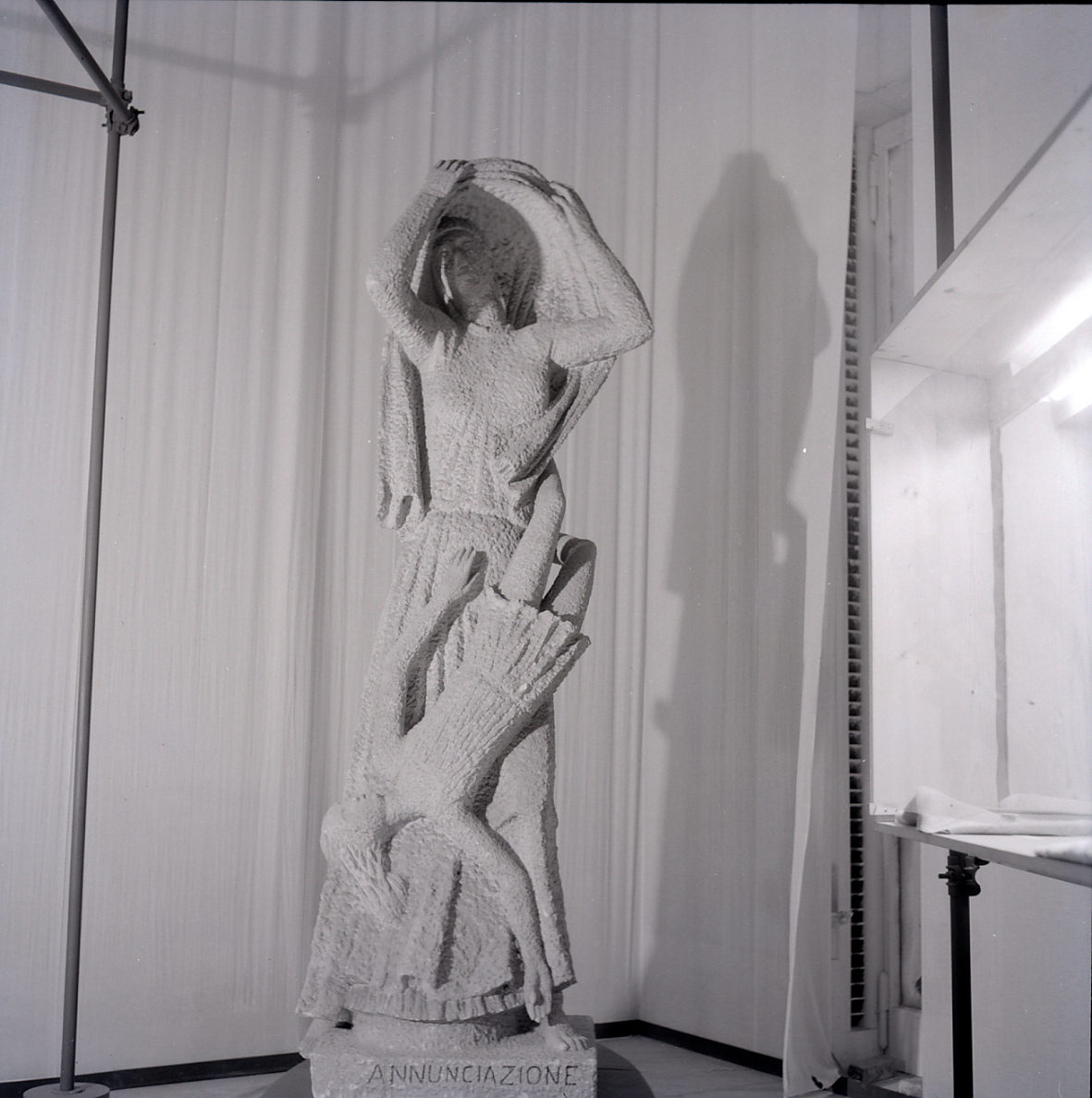
Annunciazione. Foto von Paolo Monti. Mailand, 1963.

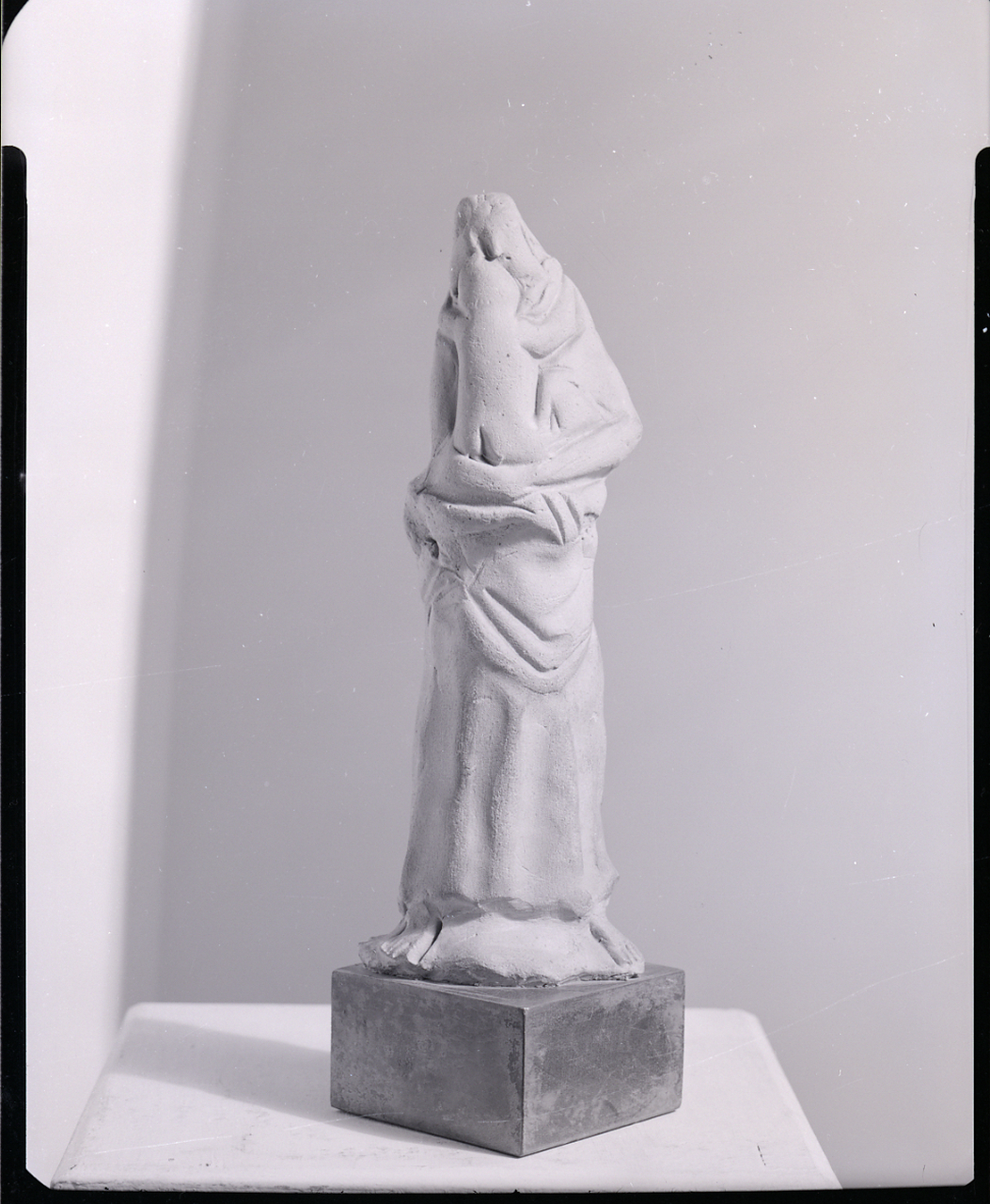
Foto von Paolo Monti. Mailand, 1963.

- La prostituta (auch la puttana – die Nutte), Terrakotta, 1909–1913[9], Galleria d'Arte Moderna Ca'Pesaro, Venedig
- Fanciulla piena d'amore (Mädchen voller Liebe), Majolika, 1913, Ca'Pesaro, Venedig
- Pulzella d'Orleans (Jungfrau von Orleans), Bronze, 1920, privat
- Busto di funciulla (Mädchenbüste), Terrakotta, 1921
- Busto di ragazzo (Knabenbüste), Terrakotta, 1921
- Il poeta Cechov (der Dichter Tschechow), Terrakotta, 1921, Museo di arte moderna e contemporanea di Trento e Rovereto (MART), Rovereto
- Il dormiente (der Schläfer), Gips, 1921, Galleria Nazionale d'Arte Moderna (GNAM), Rom
- Ofelia (Ophelia, Frauenfigur aus Hamlet), Gips (ca. 1,4 m), 1922, privat
- Testa di ragazza (Kopf eines Mädchens), Bronze, 1923, privat
- Testa di ragazzo (Kopf eines Jungen), Bronze, 1923, privat
- I naufraghi (die Schiffbrüchigen), Bronze, 1924, Galleria d'Arte Moderna (GAM), Turin
- Autoritratto (Selbstbildnis), Gips, 1924, privat
- Monumento ai caduti di Vado Ligure (Denkmal für die Gefallenen der Stadt Vado Ligure), Bronze, 1925, Vado Ligure[10]
- Il bevitore (der Trinker), Terrakotta, 1926, Pinacoteca di Brera, Mailand
- Il figliol prodigo (der verlorene Sohn), Bronze (über 2 m), 1926, Collezione Ottolenghi, Acqui Terme
- Trilogia dei re, bestehend aus den Teilen La principessa, San Giorgio e il drago und Lo sposalizio dei principi (Fürstenhochzeit), Majolika und Terrakotta, 1926 / 1927
- La Nena (die Tochter des Künstlers), Terrakotta, 1928, Bronze, 1930, privat
- Testa di Madonna (Madonnenkopf), Holz, 1928, privat
- La Pisana[11], Stein (ca. 1,5 m), 1929, Collezione Ottolenghi, Acqui Terme
- Madre folle (wahnsinnige Mutter), Terrakotta, 1929, privat
- La madre (die Mutter), Holz (über 2 m), 1930, GAM, Turin
- Donna al sole (Frau beim Sonnenbad), Bronze[12], 1930, MART, Rovereto
- Adamo ed Eva, Stein, 1931, Museo Civico, Treviso
- Il sogno (Der Traum), Terrakotta (2 m), 1931, Collezione Ottolenghi, Acqui Terme
- Tobiolo (Tobias mit einem Fisch)[13], Bronze (1,25 m), 1934, Collezione Ottolenghi, Acqui Terme
- Aviatore (Flieger), Terrakotta, 1931, privat
- La lupa ferita (die verletzte Wölfin), Bronze, 1931, privat
- L'Attesa (die Erwartung – eine nackte Frau, die aus dem Fenster schaut, von hinten gesehen), Terrakotta, 1931, privat[14]
- Torso di un giovane uomo (Torso eines jungen Mannes), Terrakotta, 1931, Tate Gallery, London
- Chiaro di luna (Mondschein – auf einem Balkon zwei nach oben schauende Frauen), Terrakotta, 1932, Middelheim-Museum, Antwerpen
- Giuditta ed Oloferne (Judith und Holofernes), 1933, Kröller-Müller-Museum, Otterlo
- La sete (Durst), Bronze, 1934, GNAM, Rom
- Morte di Saffo (Sapphos Tod), Bronze (ca. 1 m), 1934?[15]
- Il centometrista (der Hundertmeterläufer), Bronze, 1935, Ca'Pesaro, Venedig
- Minerva, Bronze, 1935, vor dem Hauptgebäude der Universität La Sapienza, Rom
- Ercole, Bronze (2,6 m), 1936
- Tito Minitti, eroe d'Africa[16], Bronze (über 1,5 m), 1936, GNAM, Rom
- Bevitore (Trinkender), Stein, 1937, GNAM, Rom
- Giustizia corporativa (vgl. Korporatismus), Marmor-Relief[17], 1937, Justizpalast, Mailand
- Ritratto di Lorenzo Viani[18], Marmor, 1937, Palazzo Municipale, Viareggio
- I benefattori – gruppo degli Sforza (die Wohltäter – Gruppe der Sforza), Marmor (5 m), 1939, Ospedale Niguarda (Niguarda-Krankenhaus), Mailand
- Ritratto di Carlo Scarpa, Terrakotta, 1941, privat
- Il sogno – monumento a Irina Lukacevich (Denkmal für die Ballerina Irina Lukacevic)[19], Marmor, 1941
- Donna che nuota sotto acqua (Schwimmerin unter Wasser), Marmor (1,3 m), 1941/42, privat[20]
- Monumento a Tito Livio (vgl. Titus Livius), Marmor, 1942, Universität Padua
- La cavalla che allatta (Stillende Stute), Terrakotta, 1943, Museo Civico, Vicenza
- Scomposizione di toro (Zerlegung des Stiers), Bronze, 1944, Collezione Rimoldi, Cortina d’Ampezzo
- Atmosfera di una testa (Kopfstimmung), Bronze, 1944, Museo del Paesaggio, Verbania
- Ratto d'Europa (Raub der Europa), Silber, 1946, privat
- Palinuro (vgl. Palinurus, zu Ehren des Partisanenführers Primo Visentin), Marmor (2,10 m), 1946, Universität Padua
- Testa di ragazza (Kopf eines Mädchens), Terrakotta, 1947, privat

## Hinweise im Netz
- Opere di Arturo Martini